# Obereopsis flaveola
Obereopsis flaveola là một loài bọ cánh cứng trong họ Cerambycidae.